# Standard Oil
Стандард Оил Ко. Инк. је била америчка компанија за производњу, транспорт, прераду и маркетинг нафте и монопол. Основан 1870. године од стране Џон Д. Рокфелер-а и Хенри Флаглер-а као корпорација у Охају, то је била највећа рафинерија нафте у свету свог времена. Његова историја као једне од првих и највећих мултинационалних корпорација на свету завршила је 1911. године, када је амерички Врховни суд пресудио, у једном важном случају, да је Стандард Оил незаконит монопол.
Стандард Оил је у почетку доминирао тржиштем нафтних деривата кроз хоризонталну интеграцију у сектору прераде, затим у каснијим годинама вертикалну интеграцију; компанија је била иноватор у развоју пословног поверења. Поверење Стандард Оил-а поједноставило је производњу и логистику, смањило трошкове и смањило конкуренте. Критичари који су "узнемиравали поверење" оптужили су Стандард Оил да користи агресивне цене како би уништио конкуренте и формирао монопол који је претио другим компанијама.
Рокфелер је водио компанију као њен председник, све до пензионисања 1897. године. Остао је главни акционар, а 1911. године, распадом поверења Стандард Оил у 34 мање компаније, Рокфелер је постао најбогатији човек на свету, као почетни приход од ових појединачних предузећа показао се много већим од једног великог предузећа. Његови наследници као што су Ексон Мобил или Шеврон и даље су међу компанијама са највећим приходима широм света. До 1882, његов главни помоћник је био Јохн Дустин Арцхболд. После 1896. године, Рокфелер се одвојио од бизниса да би се концентрисао на своју филантропију, оставивши Арцхболда у контроли. Други угледни директори Стандард Оил-а су Хенри Флаглер, оснивач жељезнице на западној обали Флориде и летовалишта, и Хенри Х. Рогерс, који је изградио Виргиниан Раилваи.